# USS Hornet (CV-12)
O USS Hornet é um porta-aviões que foi operado pela Marinha dos Estados Unidos e a quarta embarcação da Classe Essex. Sua construção começou em agosto de 1942 nos estaleiros Newport News Shipbuilding na Virgínia e foi lançado ao mar em agosto de 1943, sendo comissionado em novembro do mesmo ano. Era originalmente capaz de transportar até noventa aeronaves, era armado com uma bateria antiaérea composta por vários canhões de 127, 40 e 20 milímetros, tinha um deslocamento carregado de quase 37 mil toneladas e alcançava uma velocidade máxima de 33 nós.
O Hornet entrou em serviço no meio da Segunda Guerra Mundial e primeiro participou de ataques contra várias instalações japonesas no Oceano Pacífico. Em seguida participou da Campanha das Ilhas Marianas e Palau, incluindo na Batalha do Mar das Filipinas em junho de 1944 e em várias operações secundárias. Depois se envolveu na Campanha das Filipinas no final do ano e a Campanha das Ilhas Vulcano e Ryūkyū no início de 1945. Estava passando por reparos nos Estados Unidos quando a guerra acabou um mês depois e acabou sendo descomissionado em janeiro de 1947.
O navio passou por modernizações entre 1951 e 1953 e foi recomissionado em setembro de 1953, passando os anos seguintes operando no Mar Mediterrâneo, Oceano Índico e Sudeste Asiático. Passou por outra modernização em 1956 para serviço como porta-aviões antissubmarino e desempenhou um pequeno papel na Guerra do Vietnã. O Hornet também participou do Programa Apollo, resgatando os astronautas da Apollo 11 e Apollo 12 depois de voltarem da Lua em 1969. Foi descomissionado em junho de 1970 e transformado em um navio-museu em 1998 em Alameda.